# هاسیاسور
هاسیاسور(نام علمی:  Haasiasaurus gittelmani) نام یک سرده از تیره موساسوریان است.